# Staféta (film)
A Staféta Kovács András 1971-ben bemutatott fekete-fehér filmdrámája.
A film egy fiatal tanár szakos egyetemista lány történetét, magánéleti és szakmai, társadalmi gondjait meséli el az új gazdasági mechanizmus bevezetése (1968. január 1.) által elindított gazdasági, politikai és társadalmi reformok megtorpanása, visszafogása körüli időszakban, a hetvenes évek legelején. Bár a film egyik jelenetében az 1968-as párizsi események még friss, legfeljebb pár hónaposként jelennek meg, így a történet ez alapján valójában inkább 1968 őszére lenne tehető.
A filmben mellékszereplőként feltűnik Csepeli György szociológus is.

## Szereplők
- Zsuzsa – Bencze Ilona
- Zoltán – Bálint András
- Lia – Semjén Anita
- Barabás – Csiky András
- Szabó Elek – Blaskó Péter
- Jenő – Verebes István
- Tibor – Dobai Péter
- Péter – Csepeli György
- Géza – Csomós Gyula
- Színész[2] – Balázsovits Lajos
- Tamás – Jordán Tamás
- Mari – Csomós Mari
- Jancsi – Nagy Gábor
- Sebestyén – Papp János

További szereplők: Bajcsay Mária, Varga Vilmos, Faluhelyi Magda, Szegvári Menyhért, Vogt Károly, Jeney István, Márton András
A forgatás során interjú készült Oláh István, a monori József Attila Gimnázium akkoriban elhunyt kiváló igazgatója és oktatási módszereivel, a politechnika oktatás bevezetésével kapcsolatosan Gutay Károly igazgatóhelyettessel

## A történet
Zsuzsa harmadéves tanár szakos egyetemista. Tulajdonképpen elégedettnek kellene lennie már eddigi életével is, biztosnak látszó jövőjével, eljövendő, átlagos vagy jobb megélhetést biztosító tanári állásával. Magánélete is rendben lévőnek látszik, hisz komoly kapcsolatban él. Vőlegénye, Zoltán szintén biztosnak látszó és fényes egyetemi karrier előtt áll. Ám Zsuzsa mégsem boldog, vagy legalább elégedett, hanem önmaga számára is érthetetlen módon az élet szinte minden területén konfliktusba keveredik. Úgy érzi, Zoltán nem tekinti egyenrangú társnak. Sokszor lekezelő, atyáskodó. Tanári hivatását szakmailag elavultnak, az iskolarendszert feudálisnak érzi. Politikailag egyesek őt lázadónak, mások meg épp ellenkezőleg, „komszomolkának” tekintik.
Őt viszont egyformán dühíti a beletörődő ostoba közönyösség és a cinikus, szóbeli ellenzékieskedés. De leginkább talán a könyöklő, törleszkedő karrierizmus. De lassan már minden és mindenki. Egy szociológiai felmérés kapcsán konfliktusba keveredik Barabás adjunktussal.
Úgy érzi, nem talál valódi társat a világban, és szeretné megtudni, mindezért ő-e a hibás vagy a környezete, vagy ha mindkettő, akkor milyen mértékben. És főleg hogy miként lehetne kitörni mindebből.
Magának se meri bevallani, de végig az motoszkál benne, hogy csak nehogy a belefásulást válassza végül, mint annyi elődje és kortársa.
Végül kiderül, miért pont most jutott el a nagy szembenézéshez. Gyermeket vár és úgy érzi, ez kikényszeríti ezeknek a kérdéseknek eddig halogatott megválaszolását. Végül úgy dönt, Zoltánnal szakít, és egyedül neveli fel gyermeküket.

## A forgatási helyszínek
- Budapesti Műszaki Egyetem
- Leányfalu
- József Attila Gimnázium, Monor
- Lánchíd Eszpresszó terasza

## Érdekességek
- A Balázsovits Lajos által megszemélyesített színész a filmben némileg Kovács párizsi emlékeit, élményeit tolmácsolja.
- A film abba a társadalmi és gazdasági változásokhoz, a reformok elindulásához fűződő reményeket, várakozásokat megjelenítő filmek ívébe illeszkedik, amelynek első, korai darabja Makk Károly Megszállottak című 1961-ben bemutatott filmje, lezáró darabja pedig talán Kovácsnak ez a filmje.

Ebbe az ívbe illeszkedik Kovács 1964-es Nehéz emberek című dokumentumfilmje és Bacsó 1971-es Kitörése is.